# David Deutsch
David Elieser Deutsch (nacido en 1953 en Haifa, Israel) es un físico de la Universidad de Oxford, miembro de la Royal Society. Es profesor visitante en el "Department of Atomic and Laser Physics" del "Centre for Quantum Computation", en el Clarendon Laboratory, de Oxford. Fue pionero en el campo de la computación cuántica, al ser el primero en formular un algoritmo cuántico, y es uno de los formuladores de la teoría de los universos paralelos dentro de la mecánica cuántica.

## Nacimiento y educación
Deutsch nació en Haifa, Israel el 18 de mayo de 1953, hijo de Oskar y Tikva Deustsch. David asistió a la escuela Geneva House en Crickelwood, y después en la escuela William Ellis en Highgate, antes de estudiar ciencias naturales en el Clare College, Cambridge. Para su doctorado en física teórica estuvo en el Wolfson College, Oxford, escribiendo su tesis en la teoría de campos cuánticos en la curvatura espacio-tiempo, supervisado por Dennis Sciama y Phillip Candelas.

## The Fabric of Reality
En su libro The Fabric of Reality (1997), su interpretación, o lo que él denomina la hipótesis del multiverso, es una de las cuatro ramas de la teoría del todo. 
Estas cuatro ramas son:
- El multiverso o "muchos mundos" de Hugh Everett, una interpretación de la mecánica cuántica, "la primera y más importante de estas ramas".
- La epistemología del filósofo Karl Popper, especialmente su perspectiva "anti-inductista" y su demanda de una interpretación realista (no instrumental) de las teorías científicas, y su énfasis en tomar en serio toda audaz conjetura que se resiste a su falsación.
- La teoría computacional de Alan Turing, desarrollada en "Turing principle", del propio Deutsch.
- El neodarwinismo de Richard Dawkins y la síntesis evolutiva moderna, especialmente por sus conceptos de "replicador" y de meme, todo ello integrable en la epistemología de Popper.

Esta teoría del todo es más emergentista que reduccionista. En vez de reducir todos los procesos a la física de partículas, propone una solución equilibrada entre las propuestas del multiverso, las computacionales, epistemológicas y los principios evolutivos.

## El comienzo del infinito
En su segundo libro El comienzo del infinito, publicado en inglés el 31 de marzo de 2011, Deustch  considera la revolución científica y la Ilustración en los siglos XVII y XVIII como el inicio de una cadena sin fin de creación de conocimiento. Es el conocimiento el que ha permitido a la humanidad adaptar la biosfera a sus necesidades y el que va a permitir a la humanidad resolver los problemas que inevitablemente continuarán apareciendo. Todo problema que no implique contravenir las leyes de la Física es soluble, afirma, si se dispone del conocimiento adecuado. En el libro, Deustch examina la naturaleza de los memes y cómo la creatividad que se requiere para replicarlos es lo que nos permite crear conocimiento. Alerta también contra lo que considera mala Filosofía, que busca frenar el crecimiento del conocimiento, y subraya la importancia de que la tradición de criticismo que se inició con la Ilustración se mantenga.

## Ideología
Políticamente, Deutsch simpatiza con el liberalismo libertario, y fundó junto con Sarah Fitz-Claridge y Kolya Wolf, el movimiento llamado Taking Children Seriously. Igualmente se considera ateo.

## Galardones
Le ha sido concedido el Dirac Prize del Institute of Physics en 1998, y el Edge of Computation Science Prize en 2005. Su libro Fabric of Reality fue nominado para el Premio Aventis en 1998.

## Obras divulgativas
- The Fabric of Reality, ISBN 0-14-014690-3.
- En castellano: Deutsch, David (2002): La estructura de la realidad, Editorial Anagrama. ISBN 978-84-339-0584-0.
- The Beginning of Infinity: Explanations that Transform the World, ISBN 0-14-312135-0.
- En castellano: Deutsch, David (2012): El comienzo del infinito: Explicaciones que transforman el mundo, Biblioteca Buridán. ISBN 978-84-15216-75-9